# Тобильська міська адміністрація
Тоби́льська міська адміністрація (каз. Тобыл қалалық әкімдігі, рос. Тобыльская городская администрация) — адміністративна одиниця у складі Костанайського району Костанайської області Казахстану. Адміністративний центр та єдиний населений пункт — місто Тобил.
Населення — 28251 особа (2021; 22908 у 2009, 20117 у 1999, 20274 у 1989).
Станом на 1989 рк існувала Затобольська селищна рада (смт Затобольськ), з 1993 року — Затобольська еслищна адміністрація, з 2020 року — Тобильська міська адміністрація.